# 灯果秋海棠
灯果秋海棠（学名：Begonia lanternaria）为秋海棠科秋海棠属的植物，为中国的特有植物。分布于中国大陆的广西等地，见于潮湿峡谷石上，目前已由人工引种栽培。